# Yumi Lambert
Laura Yumi Lambert (11 de abril de 1995) conocida profesionalmente como Yumi Lambert, es una modelo belga.

## Carrera

### 2012: comienzo de carrera
A la edad de 15 años, Lambert visitó Dominique Models en Bruselas y fue contratada. En septiembre de 2012, Lambert desfiló en varios eventos de la temporada primavera/verano 2013 para dieciséis diseñadores, incluyendo Prada, Chanel y Miu Miu. Daily Mail la posicionó como una de las 10 caras de dicha temporada. Figuró en la campaña primavera/verano 2013 para Chanel y desfiló para la marca en diciembre.

### 2013
Lambert figuró en los eventos de Spring Couture 2013 collections para Chanel y Iris van Herpen en enero de 2013. Durante febrero y marzo, desfiló en la temporada otoño/invierno 2013 para 39 diseñadores, incluyendo 3.1 Phillip Lim, Oscar de la Renta y Maison Martin Margiela. En julio, desfiló para Dior, Chanel, Alexis Mabille, y Yiqing Yin. Caminó en la temporada primavera/verano 2014 de los eventos de 38 diseñadores, incluyendo Rodarte, Yohji Yamamoto y Calvin Klein en septiembre. Lambert modeló para las campañas de Gap China, Hermès, Peter Pilotto para Target, Orla Kiely y Ter et Bantine.

### 2014
Durante la temporada otoño/invierno 2014, Lambert desfiló para 25 diseñadores, incluyendo Jeremy Scott, Moschino y Comme des Garçons. También en enero desfiló para Vionnet, Ulyana Sergeenko y Alexis Mabille. Figuró en la campaña de Chloe Gosselin. En junio desfiló para la temporada primavera/verano 2015 para Moshino, al mes siguiente lo hizo para Dior, Alexis Mabille, Bouchra Jarrar, Elie Saab, y Vionnet. Lambert figuró, en esa temporada, en desfiles que incluyeron los de Ralph Lauren, Balenciaga y Givenchy siendo en septiembre la prtagonista de la campaña de Sachin & Babi. Desfiló en el Victoria's Secret Fashion Show en diciembre junto con Esprit Dior.

### 2015
En enero de 2015, Lambert desfiló en Spring Haute Couture 2015 en eventos Viktor & Rolf, Versace, y Dior, junto al evento de Max Mara. Desfiló para BCBG Max Azria, Gabriela Cadena, Jason Wu, Public School, Prabal Gurung, Donna Karan, Narciso Rodriguez, Jeremy Scott, Anna Sui, Ralph Lauren, Gucci, Philipp Plein, Moschino, Versace, Blumarine, Jil Sander, Dolce & Gabbana, Each x Other, Dries van Noten, Rochas, Vionnet, Roland Mouret, Rick Owens, Dior, Nina Ricci, Chloé, y Kenzo.